# Сулейманово (Караидельский район)
Сулейманово (баш. Сөләймән) — деревня в Караидельском районе Республики Башкортостан Российской Федерации. Входит в состав Ургушевского сельсовета.

## География

### Географическое положение
Расстояние до:
- районного центра (Караидель): 32 км,
- центра сельсовета (Ургуш): 7 км,
- ближайшей ж/д станции (Щучье Озеро): 117 км.

## История
В «Списке населенных мест по сведениям 1870 года», изданном в 1877 году, населённый пункт упомянут как деревня Сулейманова (Етарова) 1-го стана Бирского уезда Уфимской губернии. Располагалась при безымянном озере, по правую сторону Сибирского почтового тракта из Уфы, в 80 верстах от уездного города Бирска и в 43 верстах от становой квартиры в селе Аскине. В деревне, в 52 дворах жили 311 человек (156 мужчин и 155 женщин, тептяри), была мечеть. Жители занимались пчеловодством.

## Население
| 2002 | 2009 | 2010 |
| ---- | ---- | ---- |
| 202  | ↘152 | ↗154 |

Национальный состав
Согласно переписи 2002 года, преобладающие национальности — татары (51 %), башкиры (48 %).

## Религия
В деревне есть мечеть.